# Viêm da

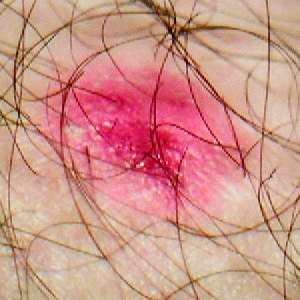
Eczema

Viêm da là tình trạng viêm nhiễm nông ở da, đặc trưng mô học là phù thượng bì và lâm sàng là mụn nước (khi cấp tính), hồng ban bờ kém, phù, xuất tiết, đóng sừng, tróc vảy, thường kèm đau, và lichen hoá do gãi hay chà.
Hiện vẫn còn bất đồng về tên gọi viêm da và eczema. Thông thường eczema dùng để chỉ viêm da mụn nước, nhưng một số người lại giới hạn eczema vào viêm da mạn tính. Một số cũng dùng từ viêm da để chỉ viêm da xốp do có đặc điểm mô học là hiện tượng xốp hoá (phù nội thượng bì).

## Bệnh viêm da dị ứng
Viêm da dị ứng là viêm da do tiếp xúc với chất gây kích ứng như: hóa chất, bụi ô nhiễm,xi măng gây bệnh đặc thù là dị ứng xi măng